# Societatea de Transport București
Societatea de Transport București (STB) este compania responsabilă pentru transportul public de suprafață în București prin o rețea extinsă de autobuze, troleibuze și tramvaie.
Rețeaua STB este una dintre cele mai dense din Europa având, în anul 2022, 1.138.293.000 de călători, o rețea de 157 de linii de transport public și 1422 vehicule utilizate.
STB oferă automate și ghișee de vânzare pe toată rețeaua sa. De asemenea, călătorii pot să plătească prin SMS sau direct cu cardul la dispozitivele din autobuz călătoria cu mijloacele de transport ale STB-ului.

## Istorie

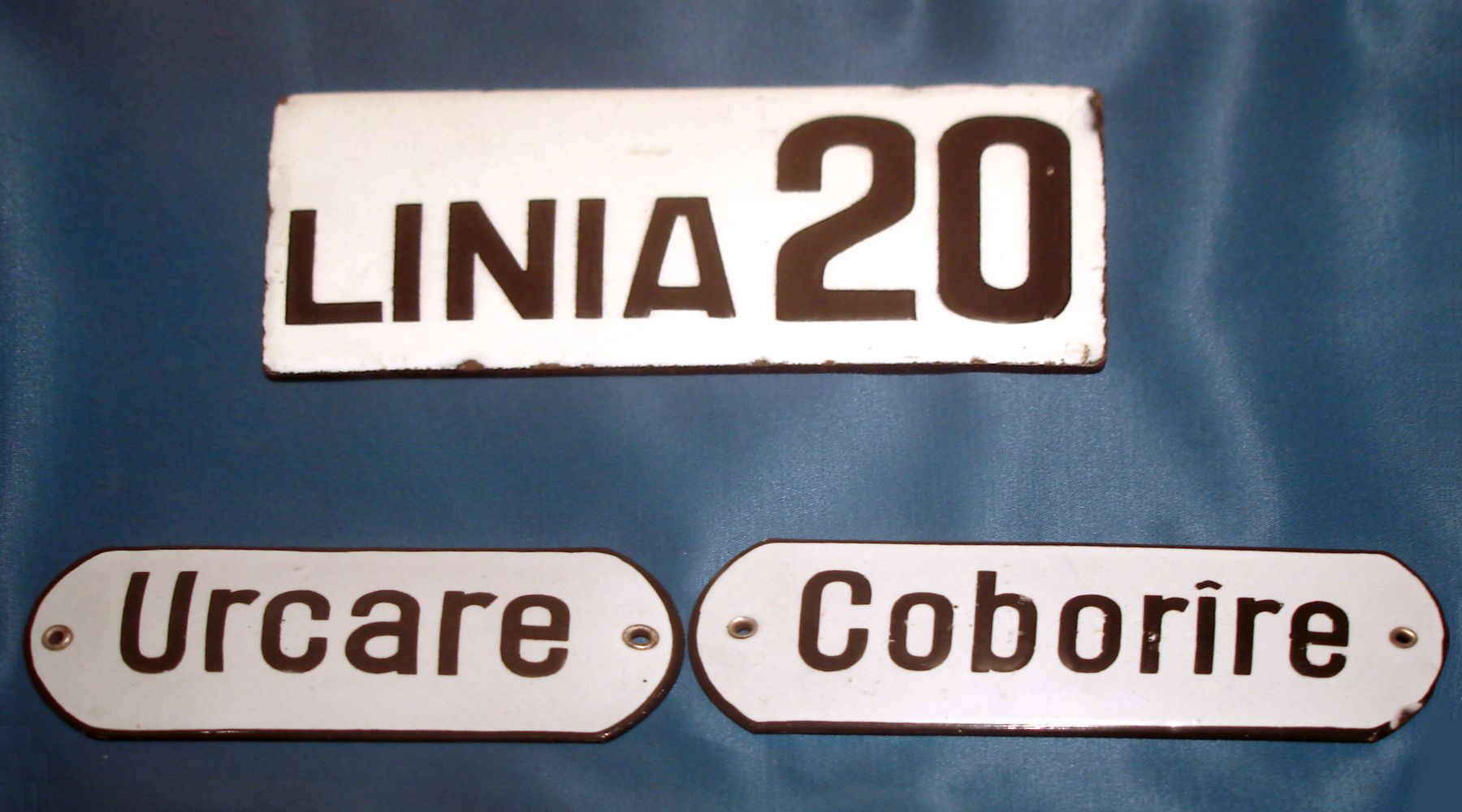
Plăcuțe din tramvaiele de la începutul secolului XX

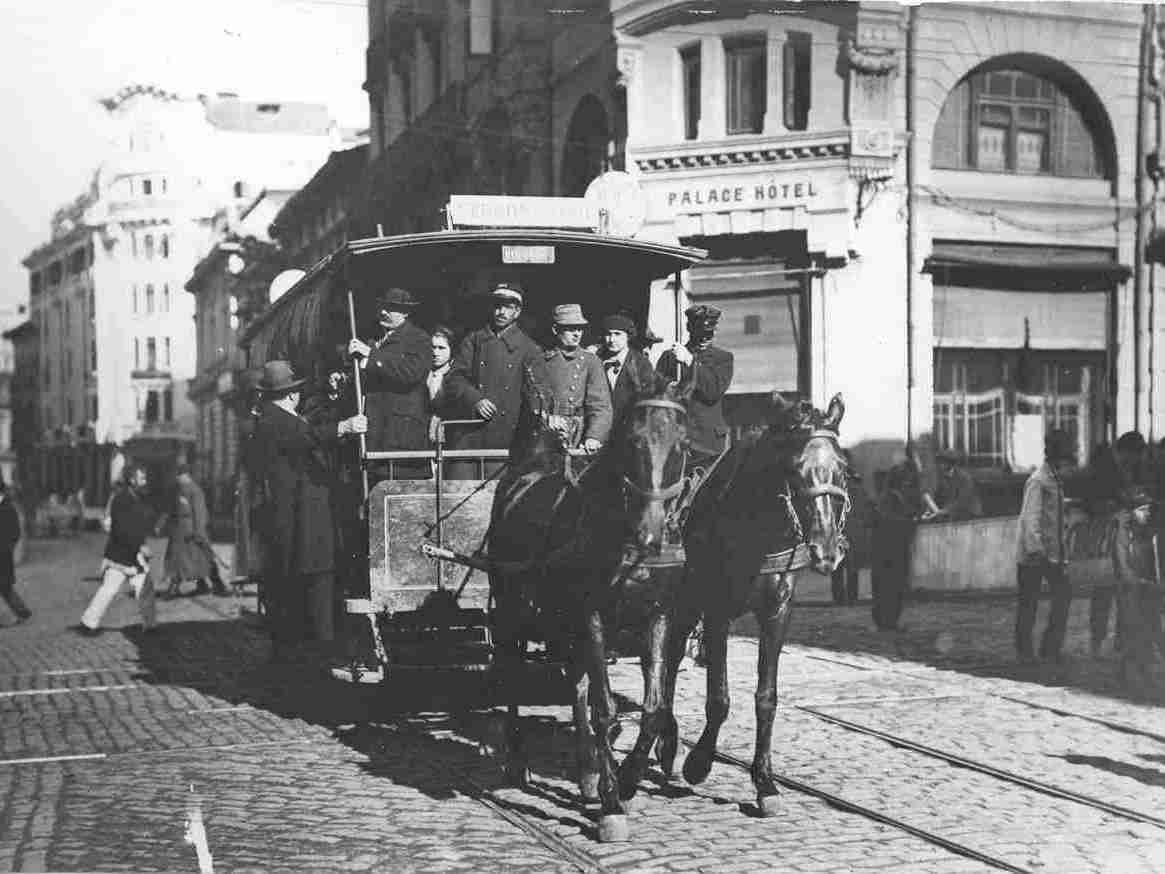
Tramvai cu cai în 1871

Începuturile transportului public în București datează din 1871, când apar primele tramcare, descrise de Alexandru Cebuc astfel: 
„Acest mijloc de transport avea înfățișarea unui camion acoperit, pe patru roți durate cu șine de fier, având o asemănare foarte mare cu cea a camioanelor de transportat mărfuri.”
În același an, pe 3/15 iulie, primăria a acordat o concesiune pe 45 de ani pentru crearea unor linii de tramvaie cu cai. Liniile Calea Moșilor - Piața Sf. Gheorghe și Piața Sf. Gheorghe - Calea Griviței au fost primele lansate, pe 28 decembrie 1872. Pe 9 decembrie 1894 apar și primele tramvaie electrice, între Obor și Cotroceni, pe o lungime de 6,5 km. Acestea au înlocuit gradual tramcarele, care au fost retrase complet în anul 1904.

### Prima jumătate a secolului al XX-lea

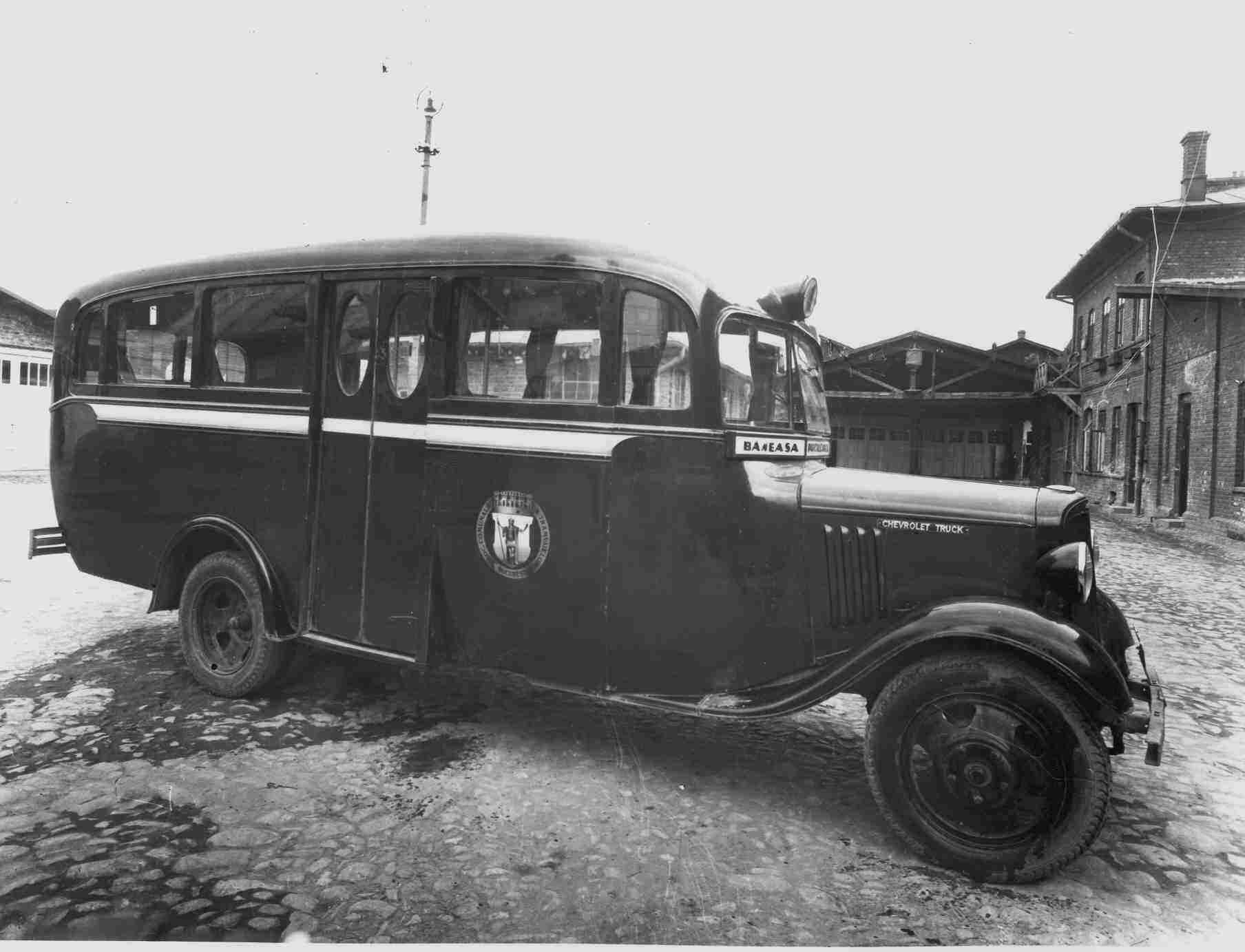
Autobuz Chevrolet

Pe 14 aprilie 1908 este aprobată înființarea „Societății Tramvaielor București” (prescurtat S.T.B.), o nouă concesiune pe 40 de ani ce avea ca scop electrificarea întregii rețele de tramvaie. Capitalul social de 12 milioane de lei a fost vărsat în proporție de 50% de comună și 50% de acționari particulari. În 1921 și 1924 au apărut primele tentative de introducere a transportului de călători cu autobuzele, făcute de mici firme private, care însă nu s-au putut impune în fața concurenței tramvaielor.
În 1936, „Societatea Comunală pentru construcțiunea și exploatarea tramvaielor în București” obține exclusivitatea transportului în comun cu tramvaie și autobuze pentru București și 12 comune suburbane. Societatea avea la dispoziție 392 de autobuze construite la compania Leonida & Co, pe baza unor șasiuri Renault, Chevrolet și Henchel.

### Perioada comunistă

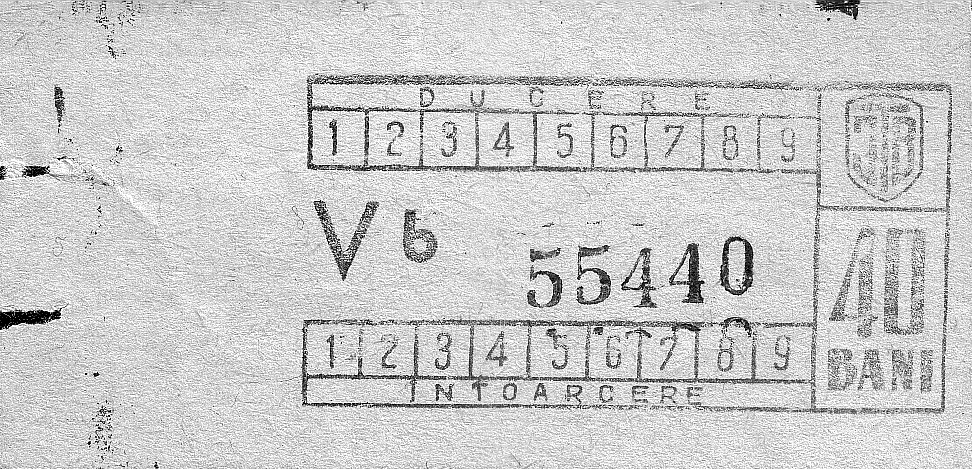
Bilet ITB pentru troleibuz. Biletele pentru tramvai aveau același format dar costau 25 bani pentru vagonul 2 și 30 bani pentru vagonul 1

După al Doilea Război Mondial, numele societății este schimbat în "Întreprinderea de Transport București" (ITB) și se înființează prima linie de troleibuz (în toamna anului 1949, pe traseul Piața Victoriei - Hipodrom. Aceasta se adăuga celor 27 de trasee de tramvai și 24 de autobuz. În 1953, la realizarea memoriului justificativ pentru metrou, se menționează faptul că viteza medie de deplasare era prea mică, iar mijloacele de transport erau aglomerate deoarece parcul rulant nu a ținut pasul cu dezvoltarea orașului.
ITB a atins dimensiunea maximă în anii 70, înainte de apariția metroului, când avea 34.000 de salariați și 4.859 vehicule. Întreprinderea includea și servicii de taximetrie, maxi-taxi și chiar transport de marfă. Cu toate acestea, întreprinderea nu mai reușea să asigure transportul în comun în zonele nou construite ale orașului. Drept urmare, în anul 1971, în cadrul Consiliului Popular al Municipiului București (CPMB) s-a înființat o Comisie centrală condusă de președintele CPMB, Dumitru Popa, precum și un colectiv de lucru, format din specialiști de la ITB, IPB etc., cu misiunea de a se documenta și a prezenta studii pentru realizarea metroului.

### După 1989
În 1990 „Întreprinderea de Transport București” s-a transformat în „Regia Autonomă de Transport București”, prin decizia PMB. Serviciile de taxi și maxi-taxi au fost desprinse din R.A.T.B.

Bilet RATB pentru tramvaie, troleibuze și autobuze, cu valoarea de 3500 lei tipărit pe hârtie verde. În 15 iulie 2000 prețul unei călătorii a crescut de la 3000 lei la 3500 lei.

În primul deceniu al secolului XXI, sistemul RATB a trecut printr-o fază de reînnoire. Între anii 2006 și 2009, au fost achiziționate 1000 de autobuze Mercedes Citaro, dintre care o foarte mare parte funcționează și astăzi. În 2007, a început construcția unor tramvaie noi la URAC, adaptate persoanelor cu handicap, denumite Bucur LF, însă în numere foarte limitate, funționând doar pe 2 linii.
În anul 2013, rețeaua RATB era a patra cea mai întinsă de pe continent transportând 2,4 milioane de pasageri pe zi.
În anul 2018, în urma unei licitații organizate de Primăria Municipiului București, a cărei câștigător a fost firma turcească Otokar, au fost achizioționate 400 de autobuze Otokar Kent C și Otokar Kent C Articulated. Tot în 2018, Regia Autonomă de Transport București a devenit Societatea de Transport București, schimbându-și organizația juridică în societate pe acțiuni. A urmat achiziția a 130 de autobuze Mercedes-Benz Citaro Hybrid, în 2019.
Pandemia de Covid-19 a dus la o scădere cu o treime a veniturilor în primul an (2020), urmată de o ușoară revenire în 2021. Lipsa unor statistici privind numărul de călători a dus însă la o lipsă de adaptare a frecvenței liniilor de transport la suprafață.
În 2021 a fost semnat un contract pentru cumpărarea a 100 de tramvaie Imperio Metropolitan (denumite și Imperio București) de la Astra Vagoane Călători Arad. Primele 15 tramvaie au intrat în uz pe linia 41 în data de 10 decembrie 2022.

## Transport

### Linii

Harta traseelor STB și Metrorex

STB operează un număr de 155 de trasee de autobuz, troleibuz și tramvai, numerotate după cum urmează:
- tramvaie: 1–59 (în uz: 1, 4, 7, 10, 11, 17, 19, 21, 23, 25, 27, 32, 36, 40, 41, 44, 47, 49, 53, 55)
- troleibuze: 60–99 (în uz: 61, 62, 63, 66, 69, 70, 72, 73, 76, 79, 85, 86, 90, 93, 95, 96, 97)
- autobuze urbane: 100–399 (în uz: 100, 101, 102, 103, 104, 105, 106, 112, 116, 117, 122, 123, 125, 135, 136, 137, 138, 139, 141, 143, 162, 163, 168, 178, 182, 185, 196, 203, 205, 216, 220, 221, 222, 223, 226, 227, 232, 241, 243, 246, 253, 261, 282, 301, 304, 311, 312, 322, 323, 330, 331, 331B, 335, 343, 368, 381, 382, 385, 605, 636, 637, 642, 686)
- autobuze regionale operate de STB: 421, 422, 423, 424, 425, 426, 431, 432, 433, 434, 436, 441, 441B, 442, 443, 443B, 444, 446, 447, 447B, 448, 464, 465, 477, 478, 482, 483, 484, 484B, 485, 487
- autobuze de noapte: N1, N10, N101, N102, N103, N104, N105, N106, N107, N108, N109, N110, N111, N112, N113, N114, N115, N116, N117, N118, N119, N120, N121, N122.

### Autobuze
Dezvoltarea transportului cu autobuzul în București a avut loc începând cu 1921, primele astfel de mijloace de transport fiind introduse de o mică firmă particulară, care însă nu a făcut față concurenței tramvaielor.
Sistemul de autobuze al STB este cel mai extensiv dintre toate metodele de transport în comun din București, asigurând 46% din numărul total de călătorii din 2007. Parcul de autobuze era de 1.290 bucăți la sfârșitul anului 2007, ajungând la sfârșitul lui 2008 la 1.354 autobuze, care circulau pe 116 trasee. În 2012, raportul companiei menționează un număr de 1.148 de autobuze, în scădere cu 185 față de anul anterior, datorită casării a 96 autobuze ROCAR, 67 DAF, 22 IVECO.

În iunie 2024 existau în total 118 linii urbane și preorășenești pe care circulă peste 1100 de autobuze. Majoritatea liniilor de autobuz nu beneficiază de culoare de circulație rezervate și prin urmare viteza lor comercială este, mai ales în orele de vârf, foarte slabă (12 km/oră). În PMUD se prevede crearea a 50 km de benzi speciale de autobuz până în 2030, în special pe segmentele aglomerate (peste 1.000 căl./h), dar și pentru facilitarea transportului intermodal.:p. 8, 37

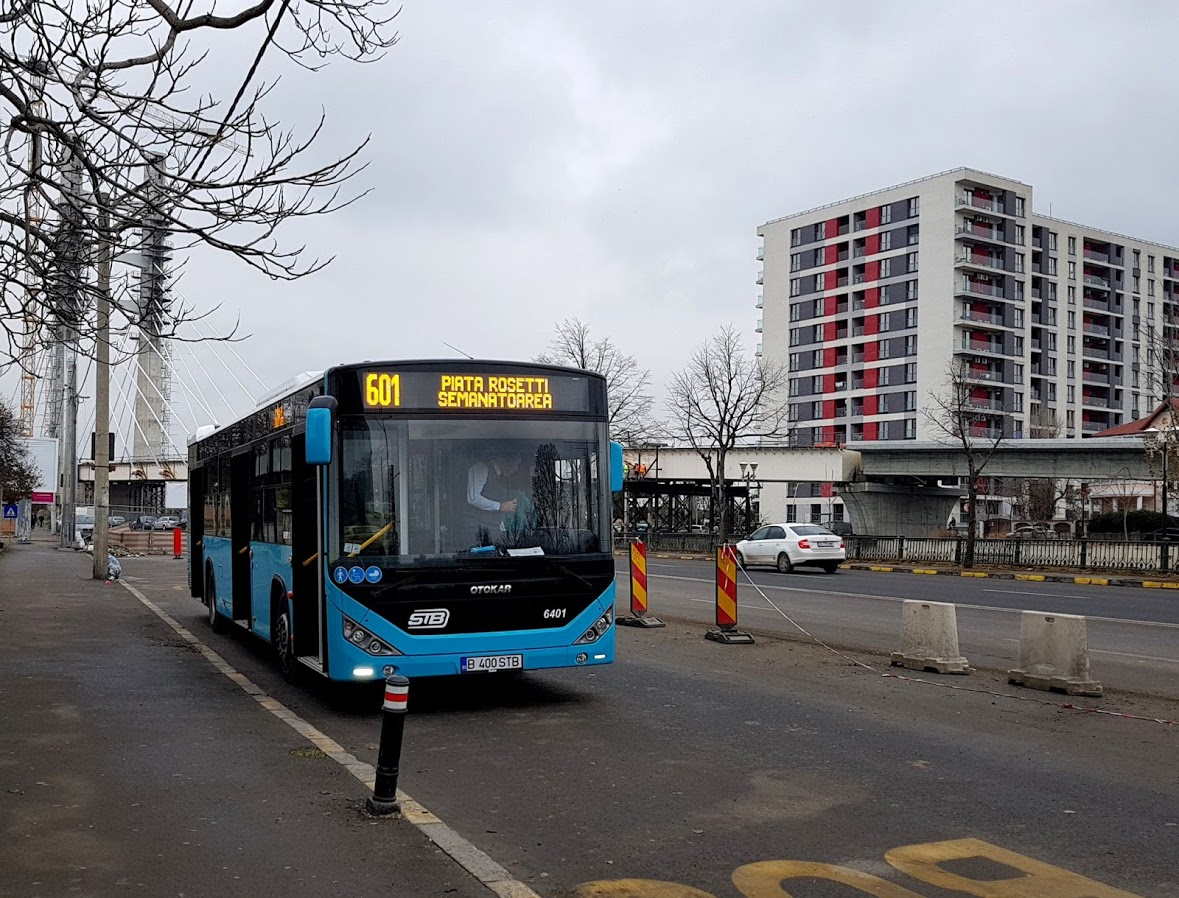
Autobuz Otokar Kent C pe linia 601
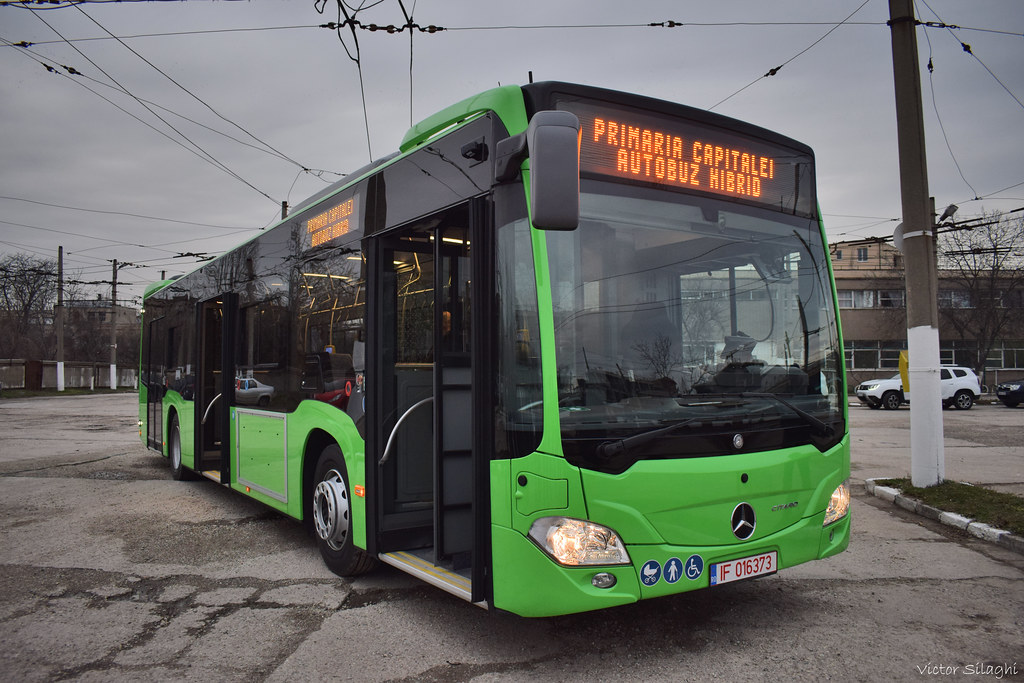
Autobuz Mercedes-Benz Citaro O sosit la Depoul Bujoreni
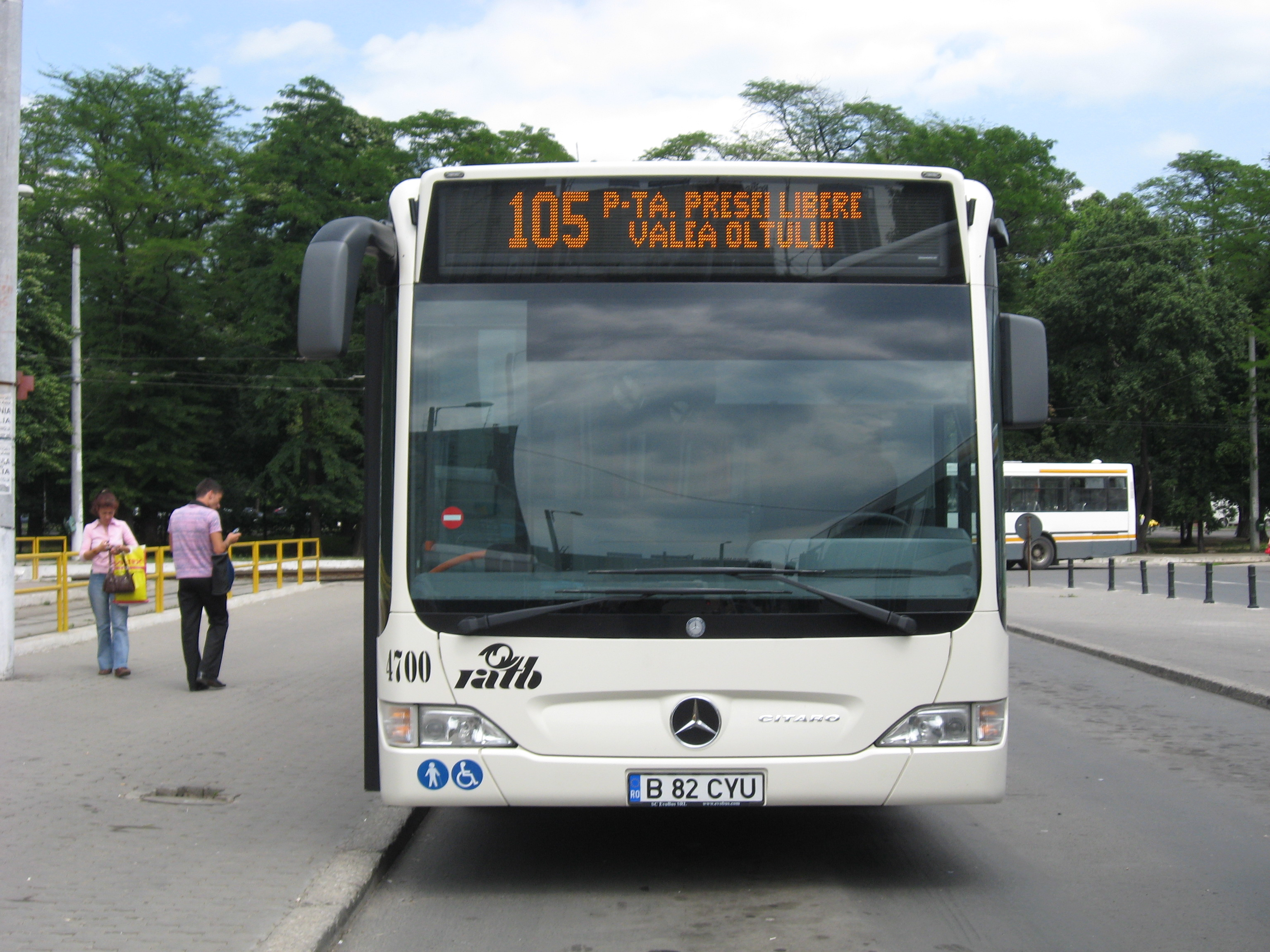
Autobuz Mercedes-Benz Citaro O 530 Facelift pe linia 105

#### Linii speciale
Pe lângă liniile obișnuite de autobuz, există și o linie expres, linia 100, care circulă pe traseul Aeroportul Henri Coandă  - Piața Unirii. Aceasta nu necesită plata unui tarif special. Linia 100 este singura linie expres care funcționează 24 de ore pe zi, asigurând și transportul de noapte în partea de nord a orașului. În caz de suspendarea trenului între Gara de Nord și Aeroport Henri Coandă, se înființează linia expres 780, care circulă pe traseul Gara Basarab - Aeroport Henri Coandă.
Liniile regionale ale STB au cunoscut o istorie tumultuoasă, societatea solicitând ca primăriile localităților deservite să contribuie la subvenționarea liniilor, ceea ce a dus la mai multe desființări și reînființări de linii, în funcție de datoriile acumulate de primării. În iunie 2024 erau în circulație  31 de linii  regionale.
Începând cu anul școlar 2017-2018, Primăria Municipiului București desfășoară, prin intermediul STB, un program pilot de transport al elevilor. În acest scop a fost înființată linia 327, care face legătura între școlile gimnaziale 141 și 127 din cartierul Rahova. Linia 327 a fost suspendată începând cu data de 09.01.2023.

### Tramvaie

Harta rețelei de tramvaie din București (Versiune neactualizată)

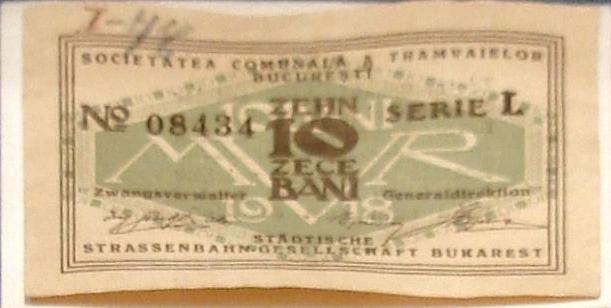
Bilet de tramvai din 1918

În iunie 2024, în București existau 20 de linii de tramvai în funcțiune. Parcul de tramvaie este alcătuit din tramvaie Tatra T4R, V3A-93M-EPC, V3A-93-CH-PPC, V3A-93, Bucur V2A-T, Bucur LF, V3A-2S-93, V3A-A3 (93M Faur), V3A-93-M2000, V3A-93-CA, V3A-2010-CA, V3A-93-PPC, Astra Imperio Metropolitan, dar și diverse vagoane utilitare și istorice.
În anul 1998, STB a pus bazele unui proiect ce viza modernizarea rețelei de tramvai. Cu aceasta ocazie a apărut în București și termenul „Metrou Ușor”, care se referă la o cale de rulare pentru tramvaie de tip cale ferată, complet separată de partea carosabilă pentru a evita intrarea mașinilor, permițând astfel tramvaielor să prindă viteze superioare și să facă opriri doar în stații. Pentru realizarea unui asemenea sistem nu era suficientă doar modificarea căii de rulare, fiind necesară și introducerea unor vagoane de tramvai capabile să atingă vitezele permise de infrastructură fără a pune în pericol siguranța și confortul călătorilor.
La începutul anului 2007, municipalitatea a organizat o licitație pentru achiziționarea a 100 de tramvaie noi, dar niciunul dintre ofertanți nu a îndeplinit condițiile impuse de cumpărător. Ulterior, în 2011 a fost anunțată o colaborare între URAC, Astra Vagoane Arad și Siemens pentru realizarea în comun a unor tramvaie Siemens Imperio, însă contractul a fost ulterior reziliat.
În anul 2008 a fost fabricat primul tramvai de către URAC, numit Bucur LF, prima apariție fiind pe linia 21. De asemenea, în 2011, au fost fabricate alte 15 modele.
A urmat un deceniu fără noi achiziții de tramvaie, iar în anul 2021, Primăria Capitalei a semnat un contract cu firma Astra Vagoane Călători Arad pentru un lot de 100 de tramvaie, denumite Astra Imperio Metropolitan, iar de pe data de 10 decembrie 2022, acestea au fost puse în circulație pe linia 41.Acestea au podea complet joasă și dispun de prize USB pentru călători, aer condiționat, display-uri LED-LCD informative, iluminat cu LED al vagoanelor și scaune cu suprafață din material textil personalizat cu sigla STB. În prezent, aceste tramvaie circulă pe liniile 1, 7, 10, 11, 21, 25, 32, 41. In perioada caniculară din 2024, aceste tramvaie au circulat și pe liniile 12 (in acest moment este desființată, a circulat în perioada lucrărilor de pe Bd. Timișoara la conductele de termoficare pe ruta: CFR Progresul - Gara Basarab), 47 și 54 (linie ce a funcționat pentru câteva ore suplimentând lipsa liniilor 1, 10 din pricina unui eveniment sportiv. A circulat pe ruta: Ghencea - Pasaj Basarab - Piata Iancului).  

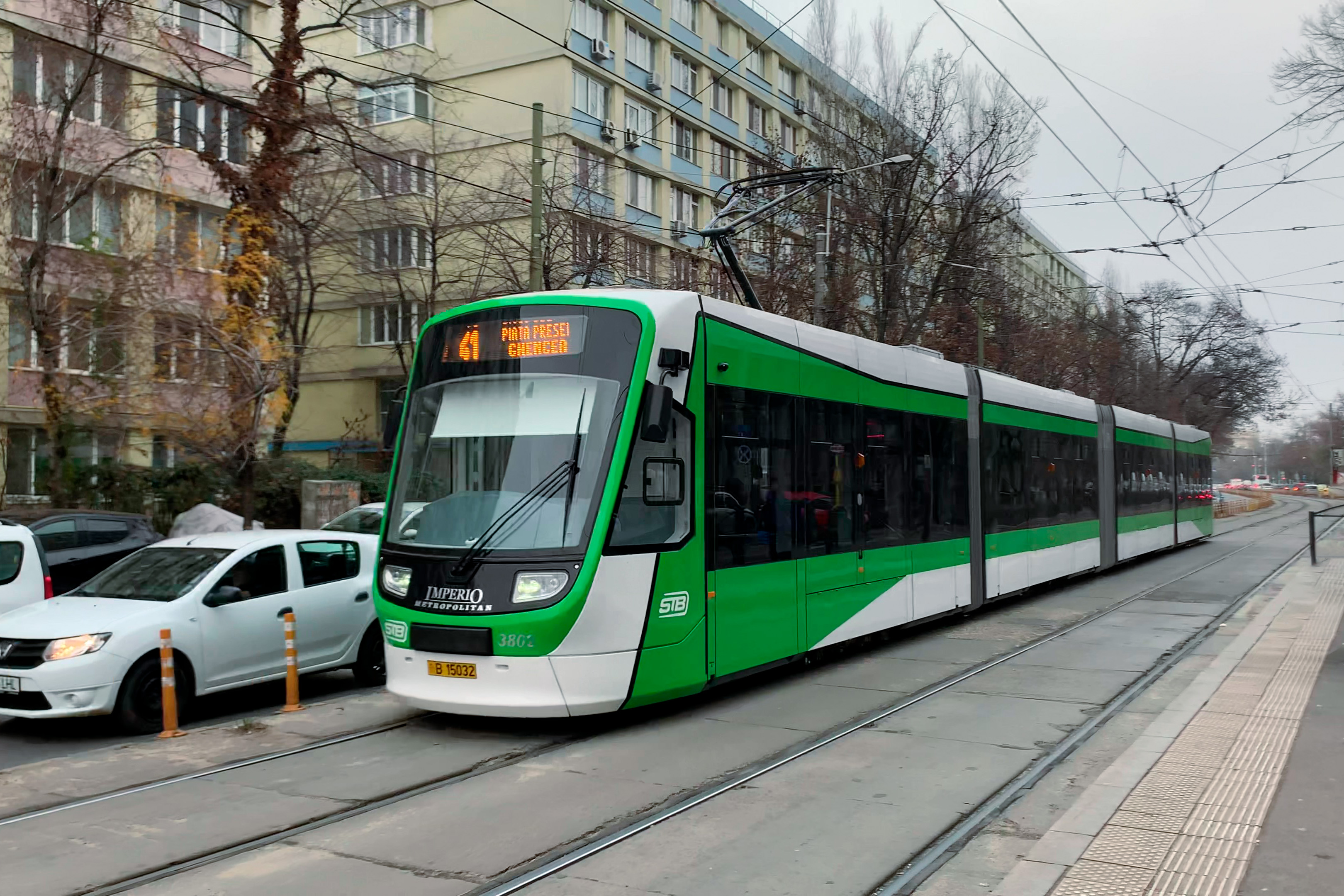
Exteriorul unui tramvai Astra Imperio Metropolitan produs în Arad
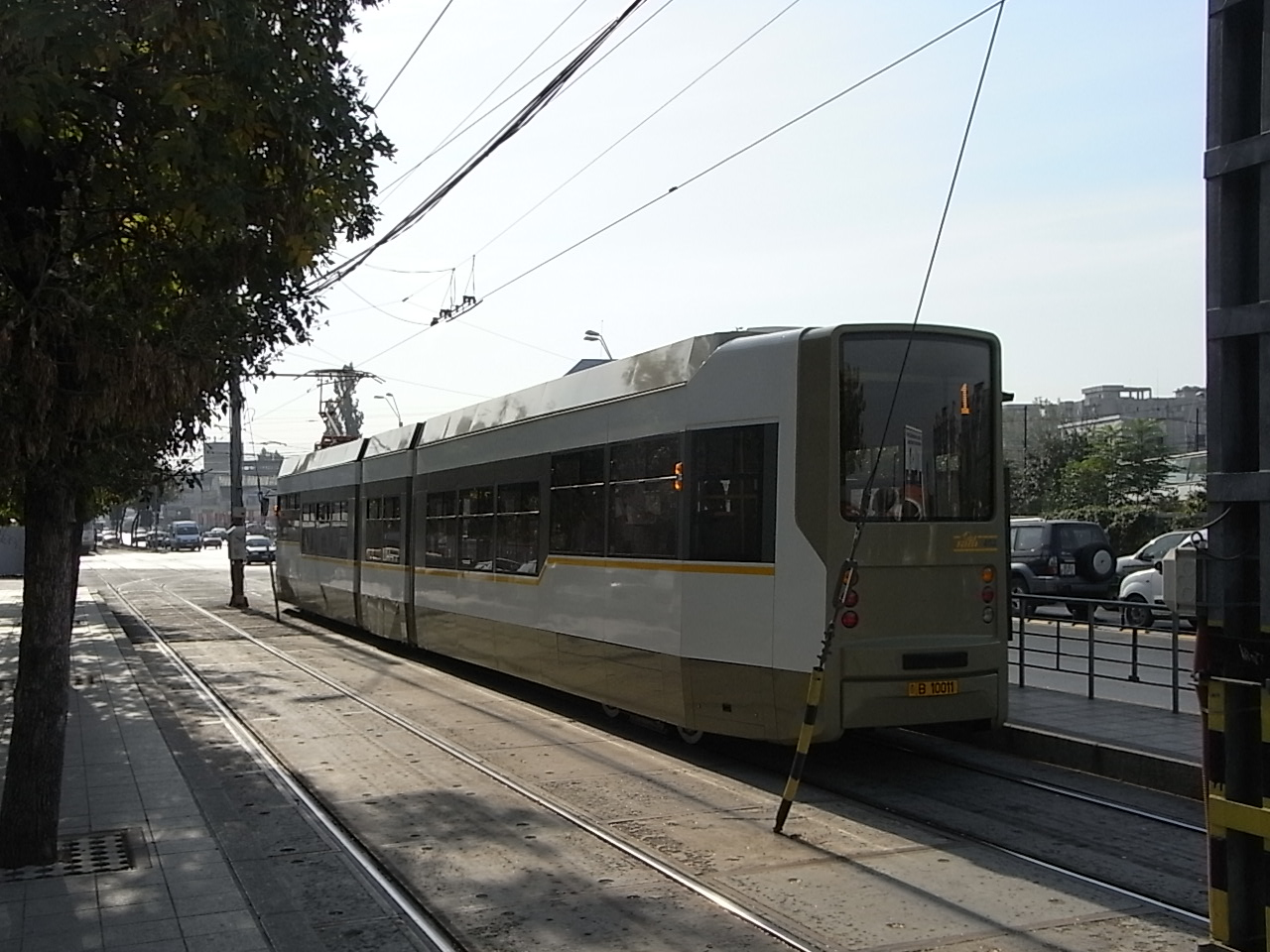
Tramvai Bucur-LF (CH/CA) pe linia 1
Tramvai tip V3A-93M-FAUR modernizate de FAUR S.A.), în schema originală
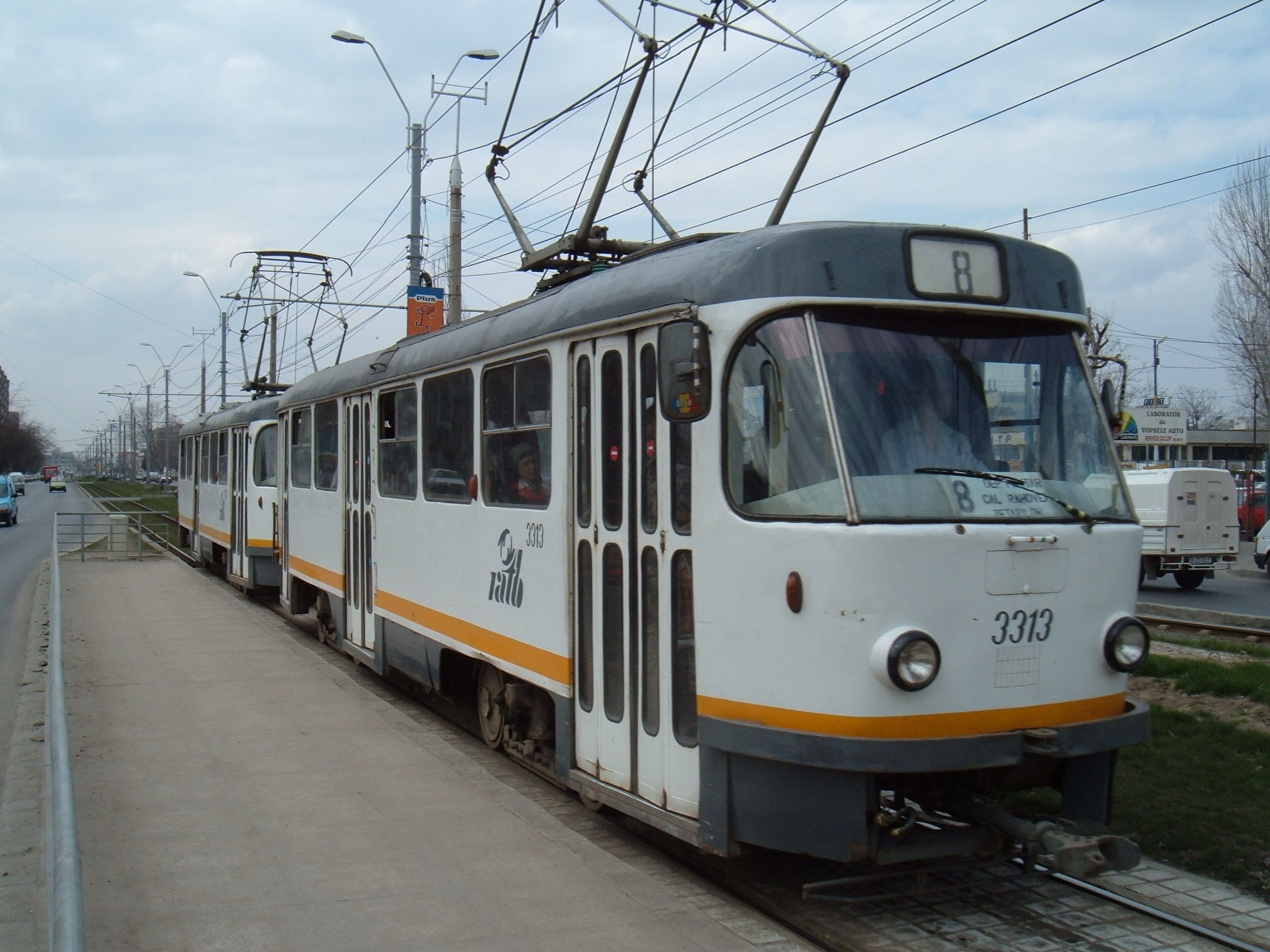
Tramvai Tatra T4R pe linia 8 - în prezent mai sunt 30 de astfel de tramvaie (Acestea se mai pot întâlni pe liniile: 25, 44, 47).
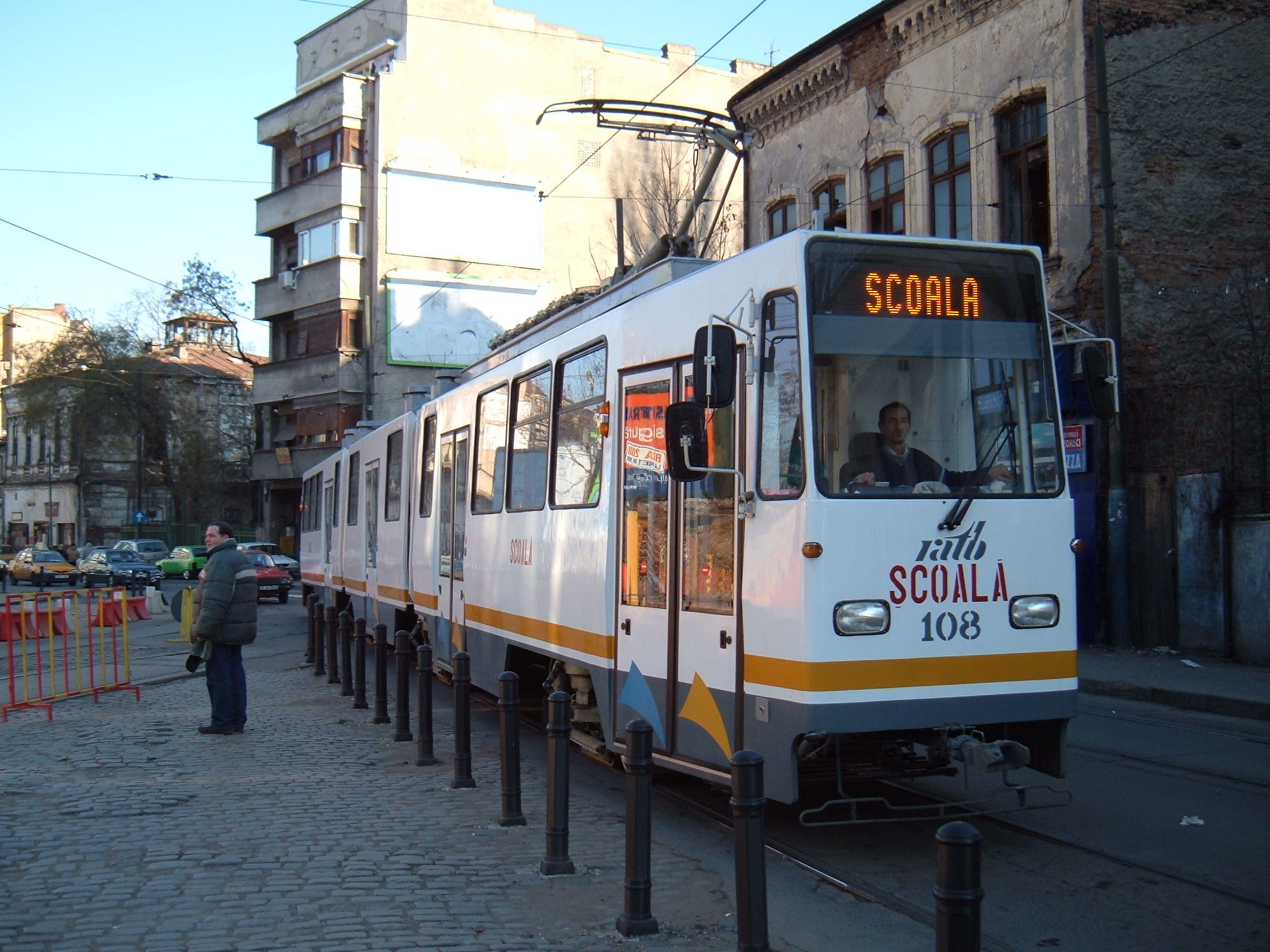
Tramvai de școală V3A-93
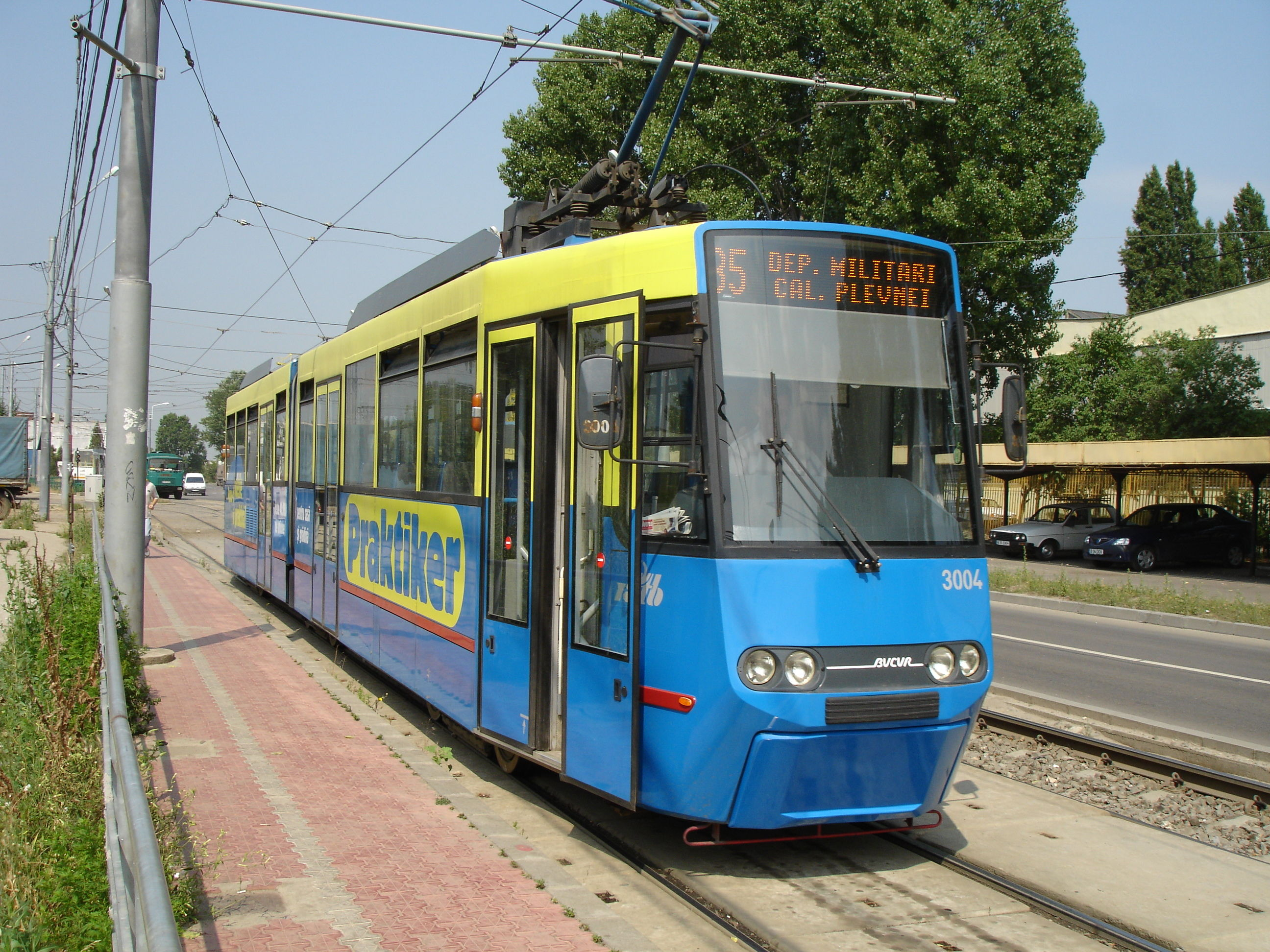
Tramvai Bucur 1 V2A-T pe linia 35
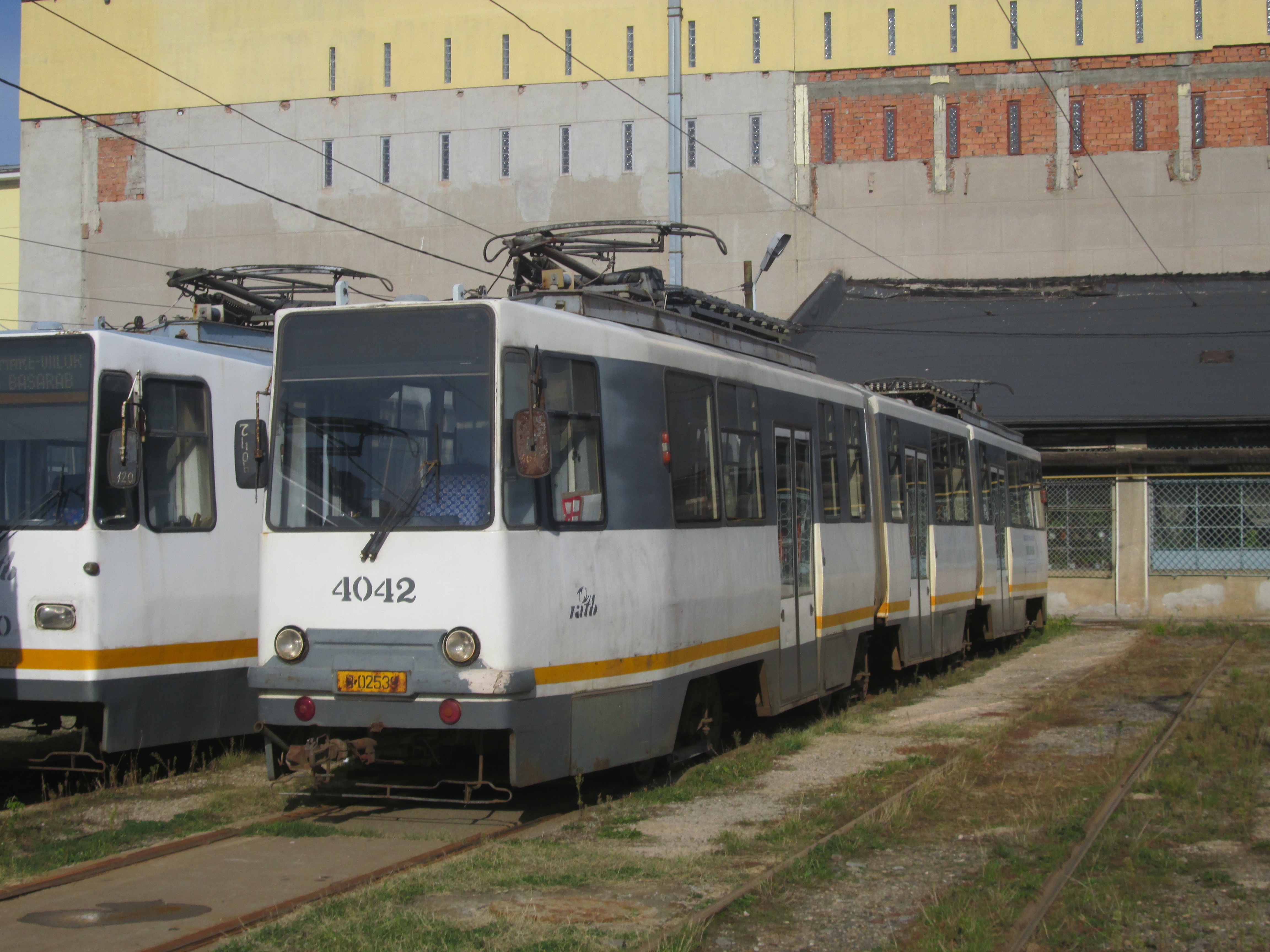
Tramvai V3A-93-2S în depoul Victoria
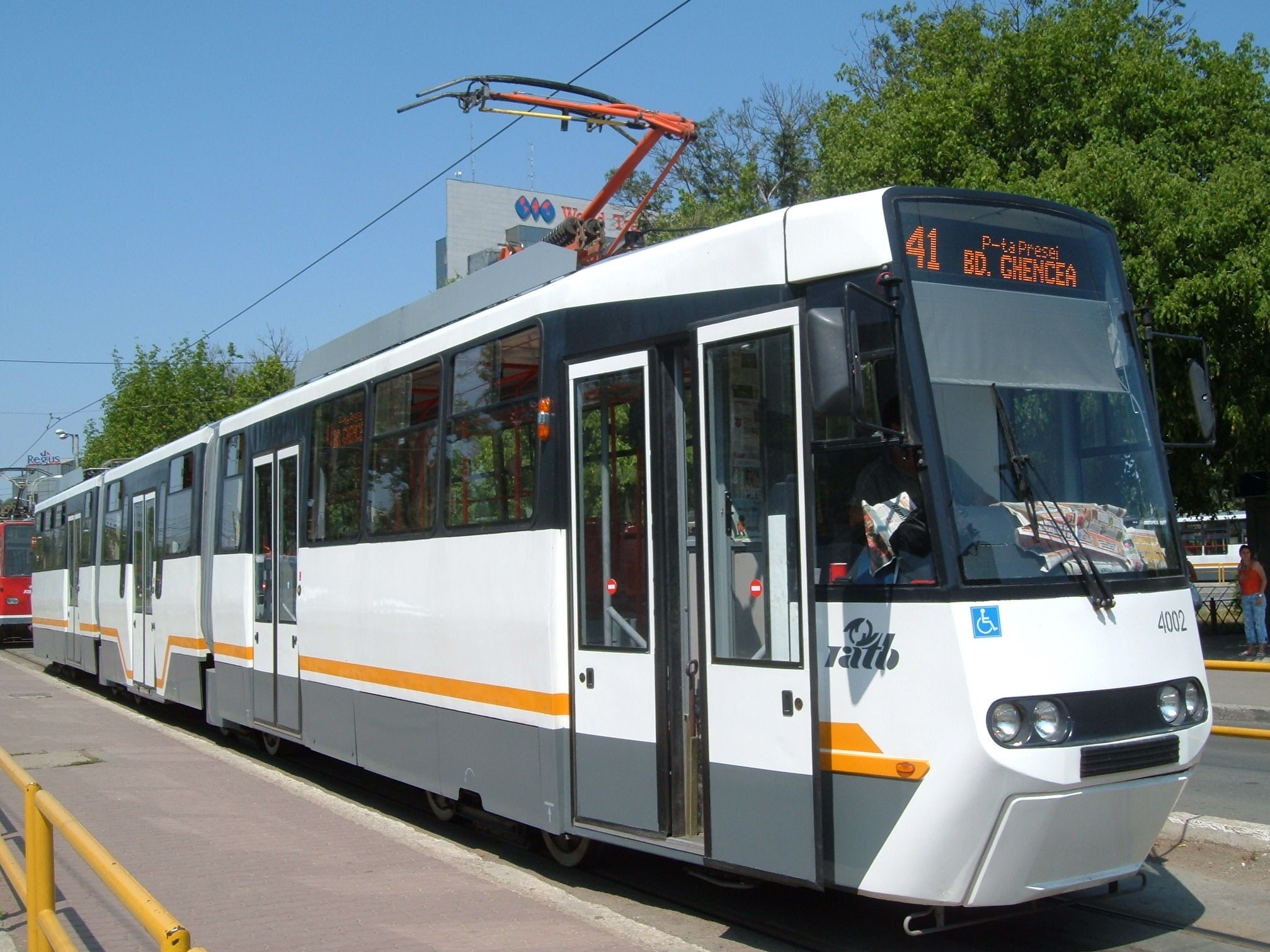
Tramvai V3A-CH-PPC pe linia 41
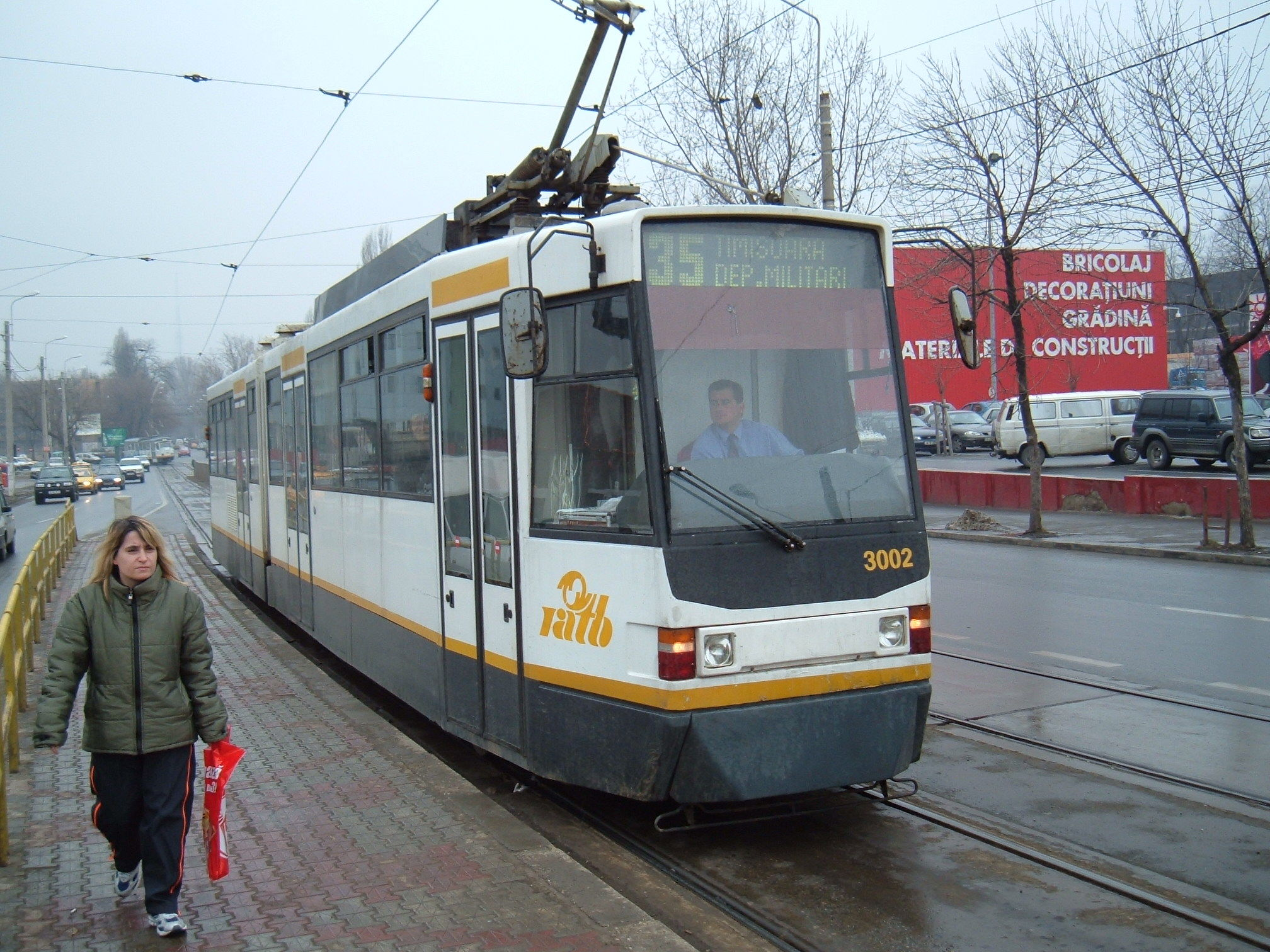
Tramvai Bucur 1 V2S-T pe linia 35.
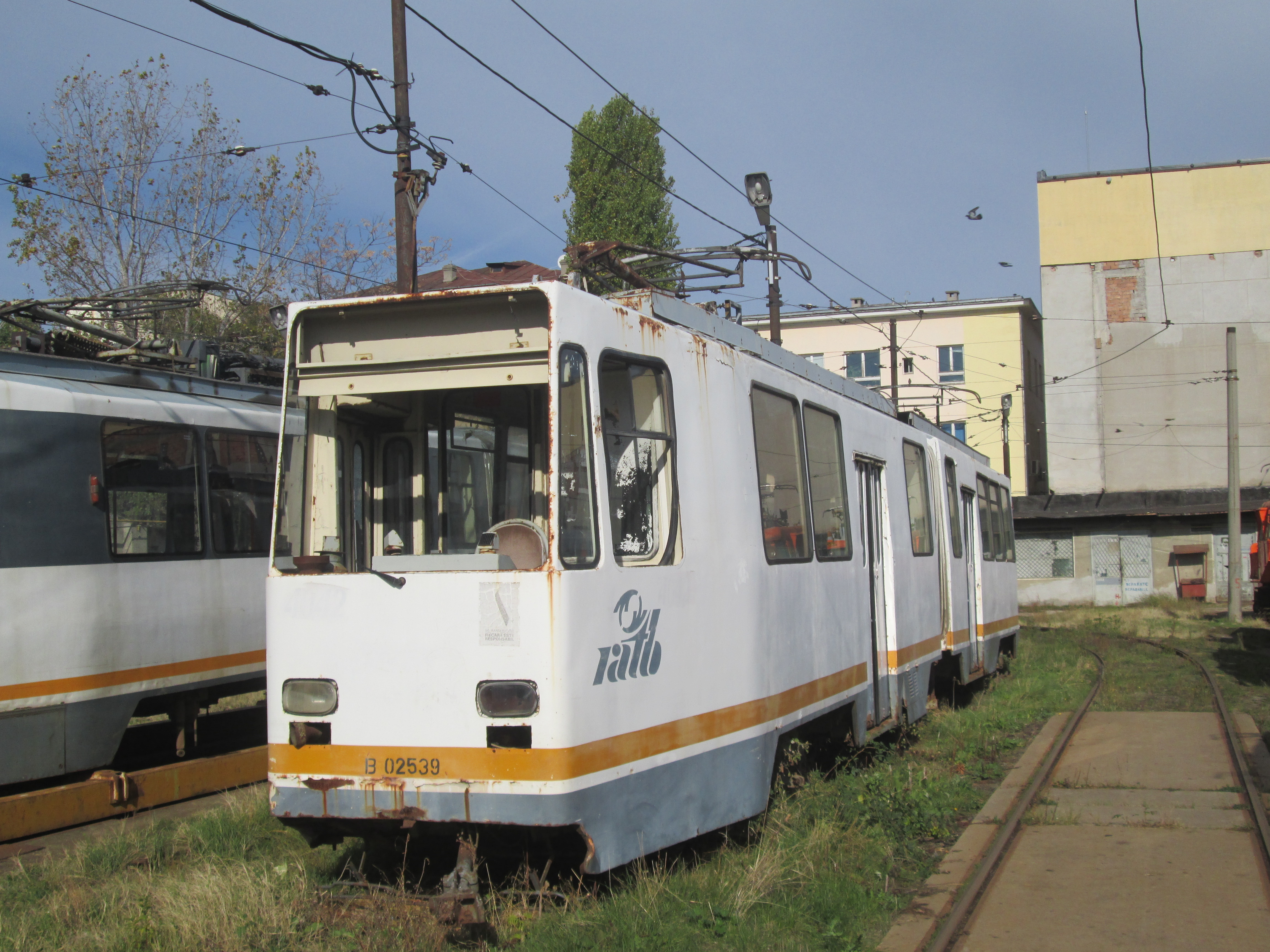
Tramvai V2A-2S în depoul Victoria

### Troleibuze
Prima linie de troleibuz din București a fost inaugurată după cel de-al Doilea Război Mondial, pe data de 10 noiembrie 1949, folosind troleibuze din URSS. Traseul acestei linii era Piața Victoriei – Hipodrom (astăzi Piața Presei Libere sau în vremea comunismului, Piața Scânteii). Apoi a fost dată în folosință linia 81 în anul 1956, care avea aproape același traseu, însă extins la Gara de Nord și la Aeroportul Băneasa. Tot în același an sunt date liniile 82 și 83 care circulau pe la Piața Universității, asigurând legătura Aeroportului cu Piața de Flori (nordul Piteței Unirii de astăzi). Axa est-vest a fost dată în folosință în anul 1957, momentan linia 85 fiind cea mai veche din București, având traseul original (deși a fost limitată între anii 1986 și 1997). 
Primele troleibuze au fost sovietice, apoi au fost introduse modelele TV 2E în anul 1957, apoi în anul 1967 modelele TV 20E. În anul 1975 s-au introdus troleibuze mai moderne pe platforma MAN-RABA (DAC 112E ROMANIA, numite și ROMAN 112E), iar în anul 1979 sunt introduse troleibuzele articulate DAC 117E iar la mijlocul anilor 80 varianta dublu articulate ( 1 singur exemplar). În anul 1990 rețeaua este refăcută după ce unele linii au fost desființate și suspendate, și sunt achiziționate noi vehicule. STB a renunțat definitiv la troleibuzele ROCAR în anul 2009, excepție făcând ROCAR De Simon 412E #7459 și ROCAR Autodromo 812E.
În iunie 2024 există 17 linii de troleibuze deservite de patru depouri de troleibuze. La sfârșitul anului 2015, STB avea în inventar 297 de troleibuze, împărțite în trei mărci: Astra/Ikarus (model 415 T), Astra/Irisbus (model Citelis) și Rocar (1 exemplar 412 EA - Rocar De Simon și 1 exemplar 812 EA - Rocar Autodromo).
Există linii care fac legătura dintre est și vest, cum ar fi 69 și 90 și care trec chiar prin centru (Piața Universității, care este și cea mai veche rețea din București existentă și funcțională, care a rezistat fără a fi demontată în anii comunismului, deși axa nord-sud a fost scoasă) și nord - centru (Piața Romană) - est, linia 86. În septembrie 2018 existau 4 depouri de troleibuz în București. În anul 2008 rețeaua sudică de troleibuze a fost extinsă până la Piața Unirii, iar datorită finalizării lucrărilor la Pasajul Văcărești și Piața Sudului, rețeaua dintre Piața Sudului și Piața Unirii este acum funcțională.

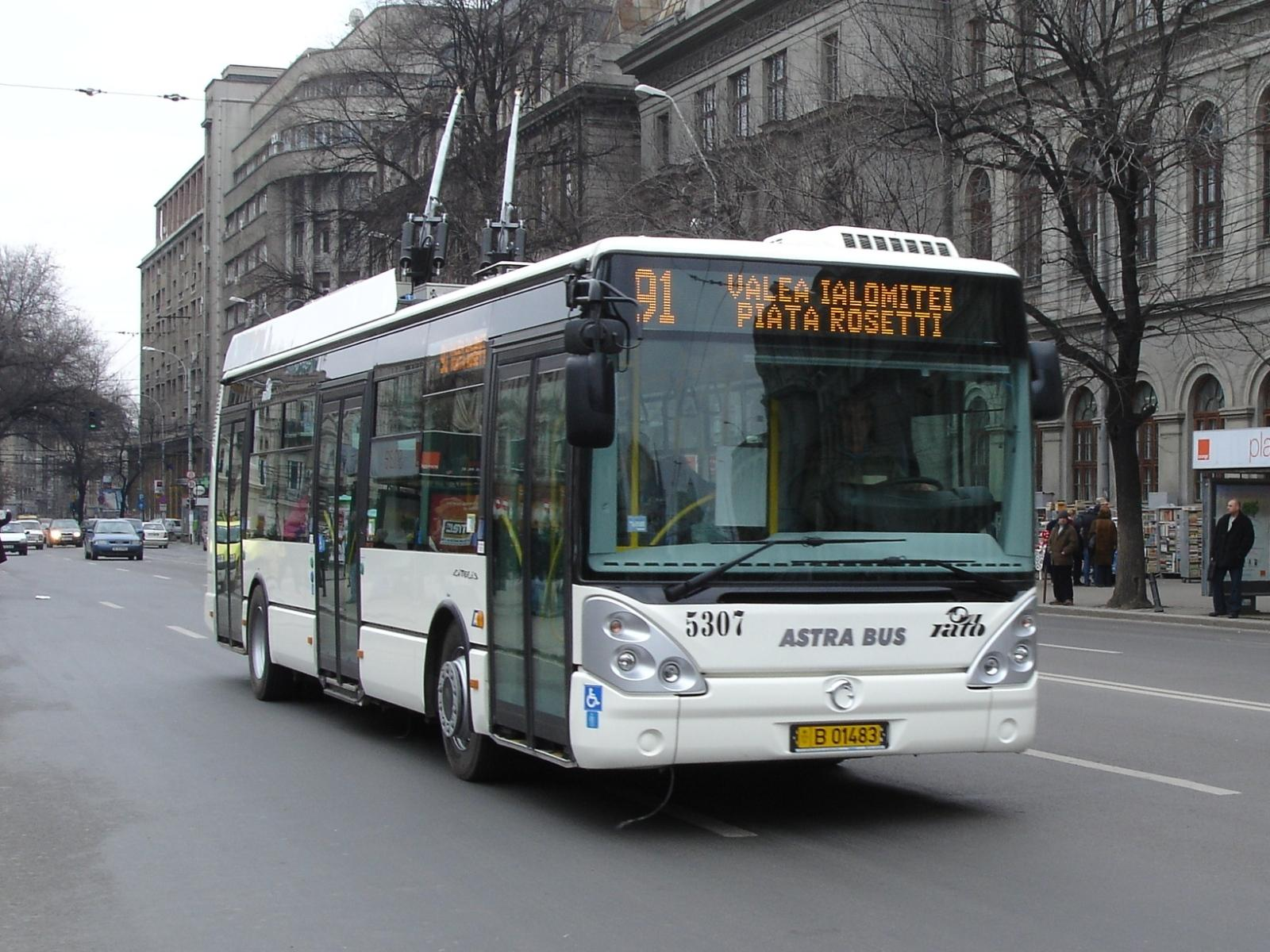
Troleibuz Astra Irisbus Citelis pe linia 91
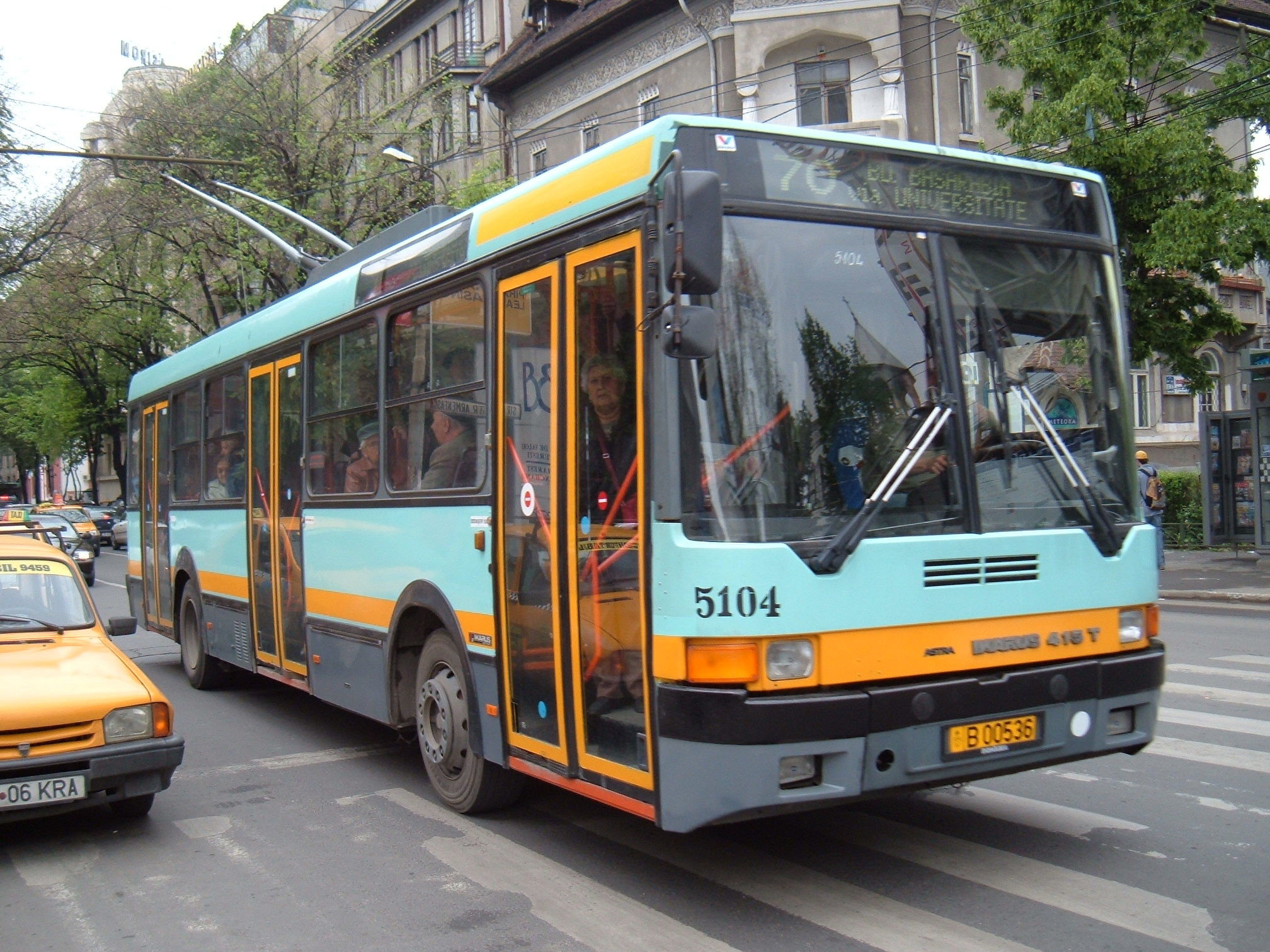
Troleibuz Ikarus 415 T pe linia 76

### Bilete și abonamente

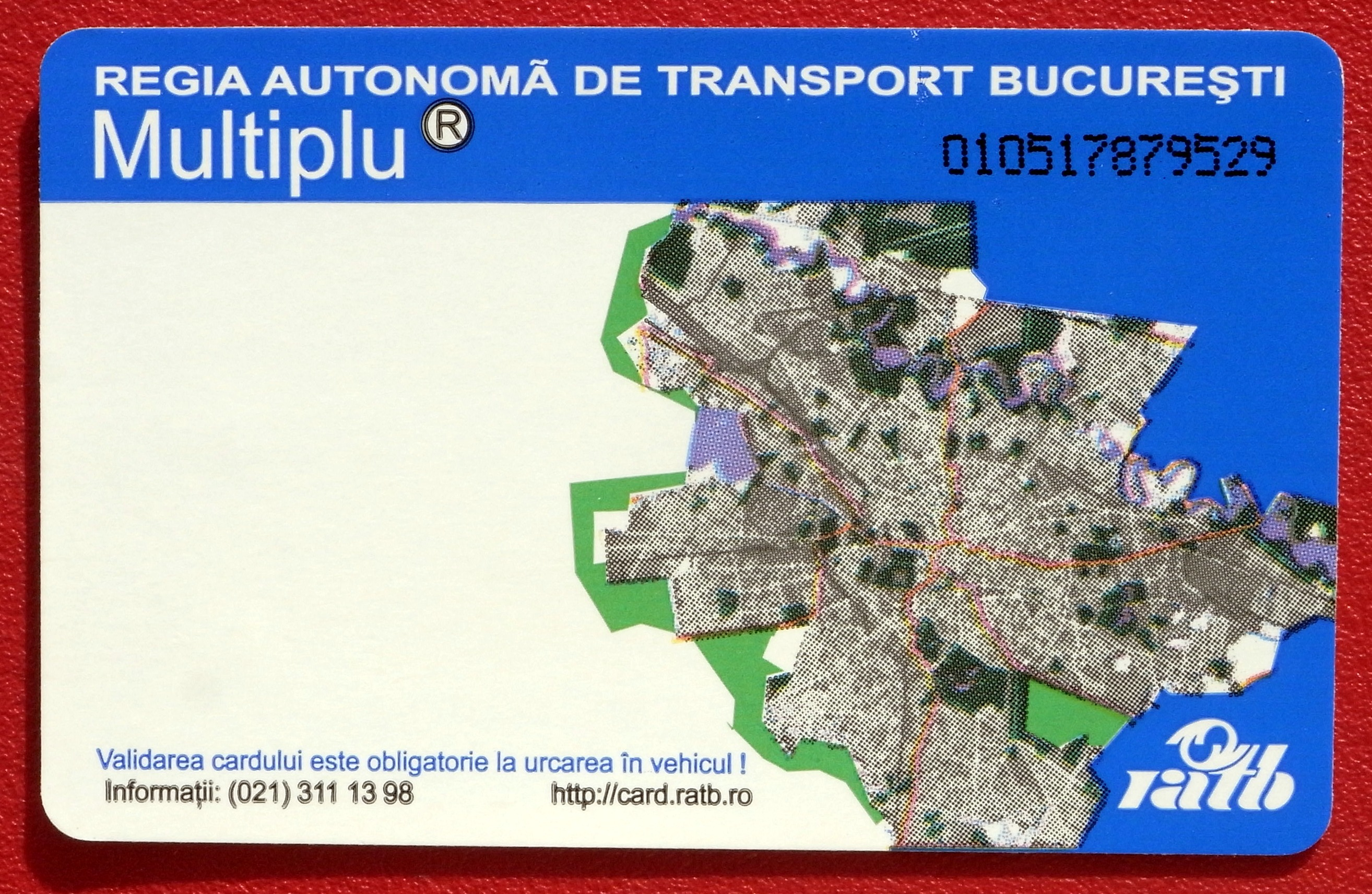
Card RATB de unică folosință „Multiplu”. Același tip de card este folosit și în prezent, cu mici modificări estetice.

În prezent, plata călătoriilor în rețeaua STB se poate face prin intermediul cardurilor RFID emise de STB cu diverse titluri de călătorie, prin SMS, prin intermediul unui card bancar sau prin intermediul smartphone-ului. 
În anul 2007, RATB a introdus cartele reîncărcabile cu dispozitiv RFID, cunoscute sub denumirea comercială „Card Activ” și care pot fi folosite atât pentru abonamente, cât și pentru plata călătoriilor individuale. Ulterior au fost introduse și cartele de unică folosință, sub denumirea „Card Multiplu”, ce pot fi folosite pentru 2-10 călătorii sau pentru un abonament pe 1 zi.

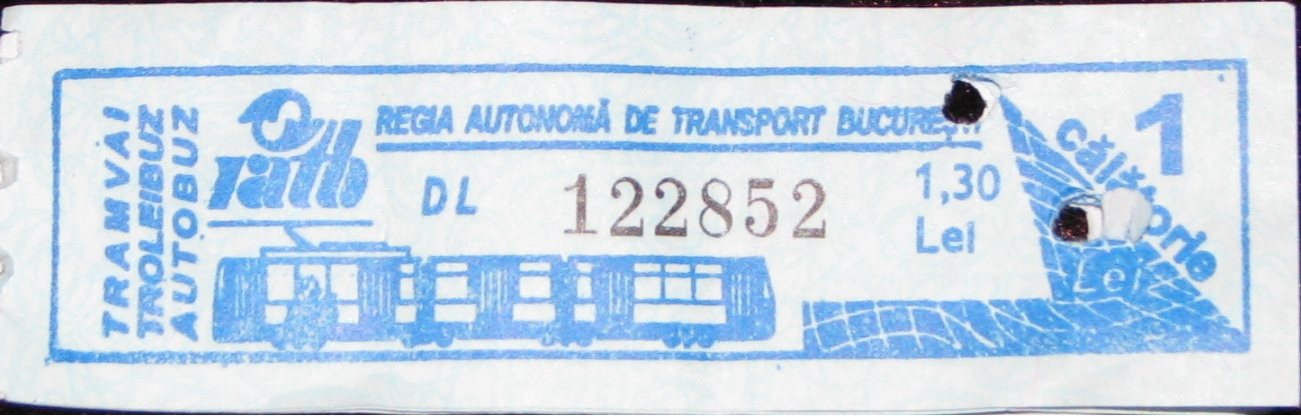
Bilet RATB de hârtie (nu mai sunt folosite)

Anterior, se foloseau bilete de hârtie de 1 sau 2 călătorii validate prin perforare. Modelul găurilor era specific fiecărui mijloc de transport, iar numărul maxim de găuri era de 9. Începând cu luna iunie 2011, biletele de hârtie nu mai sunt disponibile pentru vânzare, iar începând cu mijlocul lunii august a aceluiași an s-a trecut și la demontarea perforatoarelor de bilete (inițial, a fost păstrat un singur astfel de dispozitiv pentru fiecare vehicul).
Prețul unei călătorii (indiferent de distanță) este din anul 2021 de 3 lei pentru liniile urbane (inclusiv cele de noapte) și regionale și de 3,5 lei pentru liniile expres. Biletele sunt valabile 90 de minute pe toată rețeaua STB. În oferta STB se află și diverse abonamente, pe perioade între o zi și o lună. Pensionarii din București pot circula gratuit pe baza buletinului și a talonului de pensie, iar alte categorii beneficiază de reduceri de 50% la toate tipurile de abonamente.
În noiembrie 2012 au fost introduse bilete unice Metrorex - RATB, ce puteau fi încărcate pe cardurile STB, dar în primăvara anului 2014 au fost dezactivate iar cititoarele de la turnicheții de intrare în metrou au fost acoperite, în urma datoriilor neachitate de compania de transport la suprafață.  Cartelele puteau fi reîncărcate pe Internet sau în centrele de bilete RATB. Biletele comune au fost reintroduse în decembrie 2017, iar din 2021, odată cu alegerea unui tarif unic, durata de folosire a fost extinsă de la 60 la 120 de minute. În prezent, există atât abonamente cât și călătorii integrate cu Metrorex.
Odată cu punerea în circulație a autobuzelor Otokar în 2019, a fost introdusă și plata cu cardul în aceste vehicule. Astfel, călătorii puteau plătii călătoria direct în autobuz, apropiând un card bancar contactless (sau smartphone-ul echipat cu NFC și o aplicație de tip digital wallet) de aparatul de taxare. Din 2022, este posibilă plata cu cardul bancar sau telefonul inteligent în toate vehiculele STB.

#### Integrare cu metroul

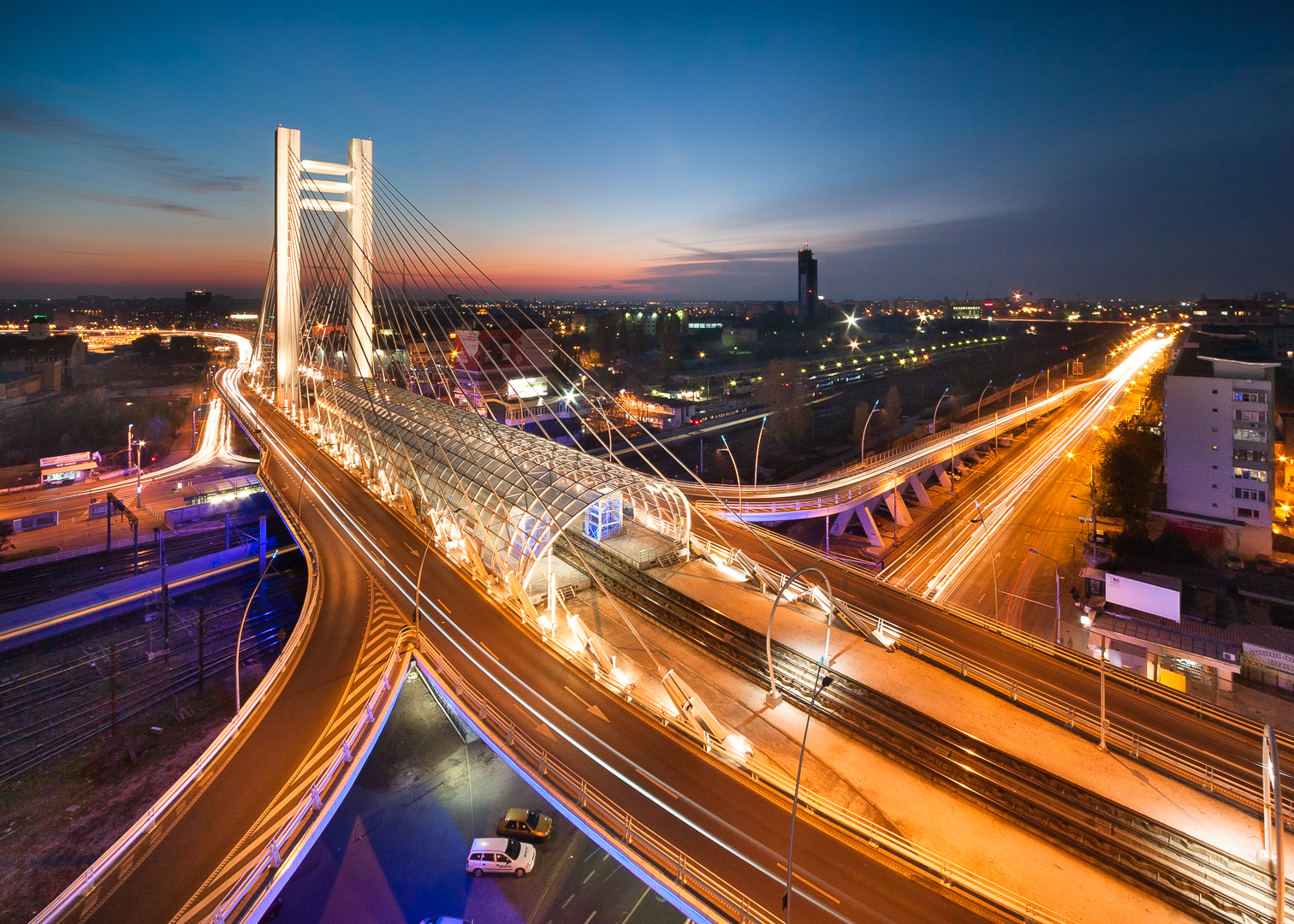
Stația de tramvai de pe Pasajul Basarab

Rețeaua Metrorex (companie aflată în subordinea MT) este separată din rețeaua de transport în comun de suprafață, administrată de către STB (companie aflată în subordinea PMB). Pentru o perioadă au existat bilete comune pentru ambele sisteme, iar STB asigură transportul înlocuitor temporar în cazul întreruperii circulației la metrou, precum a fost în cazul închiderii stației Obor în 2008. În plus, STB a organizat servicii de metrou ușor care leagă zonele încă nedeservite de metrou cu restul rețelei (în prezent linia 41, în PMUD fiind propuse pentru transformare, în diferite scenarii, alte 4 linii de tramvai:pp. 307, 334). Totuși, integrarea între transportul subteran și cel de suprafață este mai redusă decât ar fi de dorit.:p. 147
De-a lungul timpului s-au făcut o serie de investiții în pasaje pietonale care să permită transferul facil între cele 2 rețele: Crângași (pasaj între metrou și tramvai, neaccesibil persoanelor cu handicap) și Basarab (transfer la stația de tramvai de pe Pasajul Basarab).
În noiembrie 2012 au fost introduse bilete unice Metrorex - STB - CFR ce puteau fi încărcate pe cardurile STB, dar în primăvara anului 2014 acestea au fost dezactivate și cititoarele de la turnicheți acoperite, în urma datoriilor neachitate de compania de transport la suprafață. Titlurile comune de călătorie puteau fi reîncărcate pe Internet sau în centrele de bilete RATB. Biletele unice au fost reintroduse în decembrie 2017, însă la un preț mai mare decât anterior, pentru a acoperi și costurile cu mentenanța sistemului, iar după lansarea legăturii feroviare cu Aeroportul Henri Coandă, au fost lansate abonamente integrate metropolitane.

## Organizare

Sediul STB

Societatea de Transport București (STB) a fost creată prin reorganizarea Regiei Autonome de Transport București (RATB) în societate pe acțiuni în septembrie 2018. La rândul ei, RATB a fost creată prin transformarea Întreprinderii de Transport București (ITB) printr-o decizie a Primăriei Municipiului București din anul 1990 și funcționa în baza Legii serviciilor de transport public local din 2007.
În perioada 2011-2014, numărul de angajați a variat în jurul a 11.000 de oameni, iar numărul anual raportat de călătorii a fost de 750-800 de milioane. Din 2015, modul de estimare al numărului de călătorii a fost schimbat, numărul de călători ajungând la mai puțin de 500 de milioane, în timp ce numărul de angajați și-a continuat trendul descendent.
Angajații STB sunt grupați în 9 organizații sindicale, din care una singură, Sindicatul Transportatorilor din București, este considerată reprezentativă deoarece are ca membri aproape 80% din angajații societății. Pe lângă salariile de încadrare, aceștia beneficiază de 54 de sporuri, care costă compania un sfert din bugetul de salarii.
Pe lângă direcțiile ce asigură serviciul de transport public și activitățile auxiliare, în structura STB mai există o uzină de reparații, un centru de sănătate, precum și o asociație sportivă ce are în administrare baza sportivă.
Conducerea societății este asigurată de directorii executivi (directorul general, directorul uzinei de reparații și directorii direcțiilor de specialitate), sub administrarea unui consiliu de administrație. În februarie 2022, la conducerea societății se afla directorul general Adrian Criț.
Începând cu data de 18.09.2023, Directorul general al STB S.A. este Daniel Istrate.

### Finanțare
Societatea este finanțată parțial din prețul biletelor de călătorie și veniturile conexe (reclame pe autobuze și în stații, închiriere spații, servicii prestate către terți etc.), restul bugetului (aproximativ 61% în 2014) fiind asigurat prin subvenții de către Primărie. În 2016, subvenția a fost de aproximativ 505 milioane lei.
RATB era subfinanțată cronic, majoritatea fondurilor (60%) venind din subvenții, iar prețul biletului fiind același din 2008 până în 2021. Începând cu anul 2009, numărul de angajați al regiei este în continuă scădere, ajungând la aproximativ 10.600 de persoane în 2015. Situația s-a păstrat și după transformarea în societate comercială, fiind agravată de pandemia de Covid-19.
Numărul angajaților este într-o continuare scădere, dacă în anul 2020 erau 11.025 de persoane, în  2023, numărul a ajuns la doar 9885 (număr mediu de angajați). Așadar o scădere de 1140 de oameni. 
| An   | Număr mediu de angajați | Cifră de afaceri (milioane lei) |
| ---- | ----------------------- | ------------------------------- |
| 2005 | 14.300                  | 473                             |
| 2006 | 12.500                  | 511                             |
| 2007 | 11.800                  | 542                             |
| 2008 | 12.000                  | 654                             |
| 2009 | 12.000                  | 708                             |
| 2010 | 11.600                  | 701                             |
| 2011 | 11.100                  | 686                             |
| 2012 | 10.900                  | 698                             |
| 2013 | 11.100                  | 646                             |
| 2014 | 10.700                  | 735                             |
| 2015 | 10.200                  | 675                             |
| 2016 | 10.000                  | 770                             |
| 2017 | 10.200                  | 752                             |
| 2018 | 10.200                  | 965                             |
| 2019 | 10.800                  | 1.148                           |
| 2020 | 11.025                  | 1.202                           |
| 2021 | 10.927                  | 1.249                           |
| 2022 | 10.179                  | 1.377                           |
| 2023 | 9.885                   | 1.544                           |

### Depouri și autobaze
Mijloacele de transport ale STB sunt garate și întreținute în 8 autobaze, 7 depouri de tramvaie, 3 depouri de troleibuze și un depou comun de tramvaie și troleibuze, plasate pe toată întinderea rețelei. Pe lângă serviciile pentru mijloacele STB, autobazele oferă și diferite servicii pentru terți, precum verificări ITP, școală de șoferi sau atestări profesionale.

### Uzina de Reparații „Atelierele Centrale”
Uzina de Reparații „Atelierele Centrale” (prescurtat URAC) din cadrul STB a fost înființată în 1909, imediat după Societatea Comunală a Tramvaielor. Aceasta se ocupă cu reparații, recondiționări și modernizări ale vehiculelor pentru transportul public, precum și cu restaurarea vehiculelor de transport public.:p.20-21 De asemenea, URAC a produs tramvaie pentru uzul STB:p.20-21, dar și a altor regii de transport din Brașov, Brăila, Botoșani, Cluj-Napoca, Constanța, Iași, Oradea și Ploiești. Singurul model de tramvai produs este Bucur LF, vagon dublu-articulat cu podea parțial coborâtă, în paralel cu care se realizează operațiile de reparații curente.
În 2011 a fost anunțat un contract ce prevedea realizarea la URAC a caroseriilor pentru tramvaiele produse la Astra Vagoane Arad sub licență Siemens, însă contractul a fost ulterior reziliat din motive necunoscute.

### Critici
Deși rețeaua STB rămâne una printre cele mai dense din Europa, fiind a patra cea mai întinsă de pe continent și transportând 2,4 milioane de pasageri pe zi, totuși ea prezintă anumite caracteristici care generează dificultăți de utilizare pentru călători:
- traseele mijloacelor de transport de suprafață sunt în mare parte optimizate pentru a le permite călătorilor să vină din cartierele periferice spre centru și înapoi, dar nu să circule în toate direcțiile prin oraș și cu atât mai puțin să-l traverseze.[72] O excepție notabilă o reprezintă linia 1 de tramvai, creată ca o linie circulară în 2011.[73]
- lipsa culoarelor rezervate pentru troleibuze și autobuze[72][74] (cu rare excepții pe contrasens) generează la orele de vârf, pentru aceste vehicule, viteze comerciale scăzute (12 km/h pentru autobuze, 18 km/h pentru tramvaie)[75];

## Campanii
În iulie 2011 societatea a lansat sub numele Bucharest City Tour un serviciu de autobuze turistice de tip „hop-on-hop-off”, cu bilete valabile timp de 24 de ore, timp în care călătorii se pot da jos de câte ori doresc. Autobuzele circulă în perioada primăvară-toamnă pe un traseu de 15,4 km între Piața Presei Libere și Piața Unirii, oprind în 14 stații.
Serviciul este asigurat de 4 autobuze cu etaj închiriate de la Regia Autonomă de Transport din Constanța. În 2016, STB a lansat de două ori o licitație pentru achiziția unor alte autobuze de acest tip, însă aceasta a fost anulată datorită lipsei ofertanților, respectiv datorită unor „abateri grave de la legea achizițiilor publice”.
STB a achizitionat 4 astfel de autobuze Double Deck, pe care le inchirieaza la urmatoarele tarife : 
| Tarif tur închiriere autobuz double-decker VOLVO URBIS pe traseul Bucharest City Tour | 1.092,44 Lei | 1.300,00 Lei |
| Tarif orar închiriere autobuz double-decker VOLVO URBIS                               | 890.76 Lei   | 1.060,00 Lei |

Campania "Călătorește cu STB în lumea culturii bucureștene"[nefuncțională – arhivă]
 a fost lansată începând cu data de 16 decembrie 2016. În luna noiembrie 2017 STB a introdus linia 362 ce face legătura între Piața Presei din sectorul 1 și Parcul Carol din sectorul 4. La data de 22 noiembrie 2018, Linia Muzeelor (362) a fost desființată.